# 퍼플고비
퍼플고비(Nemateleotris decora)는 몸길이 5~10cm의 작고 긴 물고기이다. 아름다운 색을 가지고 있으며, 특히 이마와 꼬리의 보라색 때문에 퍼플고비라고 불린다. 인도양에서 서식하고 동물성 플랑크톤을 먹고 산다.

## 사육정보
40리터 이상의 어항에서의 사육을 권장하며, 동물성 플랑크톤과 냉동먹이를 먹는다.
산호는 건들지 않는 리프세이프이지만 사육 난이도가 상당히 높다.
오픈 어항에서는 점프하여 튀어나가는 경우가 많으므로 주의해야 한다.